# Benito Zambrano
Benito Zambrano Tejero (Lebrija, provincia de Sevilla, 20 de marzo de 1965) es un guionista y director de cine español.

## Biografía
Tras estudiar Arte Dramático durante tres años, empezó a trabajar para la televisión como fotógrafo y operador de cámara. Más tarde, decidió marcharse a Cuba, donde se graduó en la Escuela Internacional de Cine y Televisión de San Antonio de los Baños. De regreso a España, Zambrano comenzó a preparar su primera película como director, Solas, que obtuvo un gran éxito.

## Trayectoria
Solas es una mirada sensible a la relación entre una madre y una hija y sus respectivas luchas por la supervivencia en la España contemporánea que recibió el reconocimiento tanto de la crítica como del público y que obtuvo cinco Premios Goya: Mejor dirección novel, Mejor interpretación femenina de reparto, Mejor actor revelación, Mejor actriz revelación y Mejor guion original.
A continuación, en 2002, logró el éxito de nuevo con la aclamada miniserie de televisión Padre Coraje, así como con sus otros dos largometrajes: Habana Blues (2005), un retrato de dos músicos cubanos que fue presentado en la sección “Un Certain Regard” del Festival de Cannes, y La Voz Dormida (2011), un drama enmarcado en la guerra civil española.
A lo largo de su carrera, las películas de Benito Zambrano han sido galardonadas varias veces, incluidos varios premios de la Academia de Cine, del Festival de Cine de San Sebastián, del Festival de Cine de Berlín o del Círculo de Escritores Cinematográficos, entre muchos otros. 
En 2005 adaptó su película Solas al teatro.
La Academia de las Artes y las Ciencias Cinematográficas de España nominó el 10 de enero de 2012 su largometraje La voz dormida a los Premios Óscar para mejor película.
En 2015 fue candidato en las elecciones generales con el partido político Podemos.
En 2018 cofundó ACCIÓN Asociación de Directores y Directoras de Cine, organización de la cual es actualmente presidente.
Su película titulada Intemperie (2019) recibió 5 nominaciones a los Premios Goya, ganando finalmente el Premio Goya a Mejor Guion Adaptado (escrito por el propio Benito Zambrano junto a los hermanos Daniel y Pablo Remón) y el Premio Goya a Mejor Canción Original por "Intemperie" compuesta por Javier Ruibal e interpretada por Silvia Pérez Cruz.  Este largometraje, como el resto de su filmografía, se centra en la supervivencia y en cómo los individuos se enfrentan a las injusticias de la sociedad. El crítico de cine de la Cadena Ser, Carlos Boyero, la definió como una "de las mejores películas españolas del año".
Posteriormente ha estrenado Pan de limón con semillas de amapola.

## Premios y nominaciones
Medallas del Círculo de Escritores Cinematográficos
| Año  | Categoría            | Película                             | Resultado |
| ---- | -------------------- | ------------------------------------ | --------- |
| 1999 | Mejor director       | Solas                                | Ganador   |
| 1999 | Mejor guion original | Solas                                | Ganador   |
| 1999 | Premio revelación    | Solas                                | Ganador   |
| 2005 | Mejor director       | Habana Blues                         | Nominado  |
| 2005 | Mejor guion original | Habana Blues                         | Nominado  |
| 2021 | Mejor guion adaptado | La voz dormida                       | Nominado  |
| 2019 | Mejor director       | Intemperie                           | Nominado  |
| 2019 | Mejor guion adaptado | Intemperie                           | Ganador   |
| 2021 | Mejor guion adaptado | Pan de limón con semillas de amapola | Nominado  |

- 2012: Premio Luis Ciges del Festival de Cine de Islantilla.
- 2020: Premios ASECAM del Cine Andaluz a la Dirección  y al Guion (para Benito Zambrano, Pablo Remón y Daniel Remón) por la película Intemperie.[14]
- 2025: Premio Cygnus Encuentro de Cine Solidario y de Valores a Mejor Dirección por El Salto.

## Filmografía

### Largometrajes
- Solas (1999)
- Habana Blues (2005)
- La voz dormida (2011)
- Intemperie (2019)
- Pan de limón con semillas de amapola (2021)
- El salto (2023)

### Mediometrajes
- ¿Para qué sirve un río? (1991)
- Los que se quedaron (1993)
- El encanto de la luna llena (1995)
- Padre coraje (2002)
- The Beginning (2016)

### Cortometrajes
- La última humillación (1987)
- Un niño mal nacido (1989)
- ¿Quién soy yo? (1988)
- Melli (1990)
- Bombería (2014)